# The Jack-Knife Man – Das Findelkind
The Jack-Knife Man – Das Findelkind ist ein US-amerikanisches Filmdrama aus dem Jahr 1920 von King Vidor, der den Film auch selbst produzierte. Der Stummfilm basiert auf dem Roman The Jackknife Man von Ellis Parker Butler.

## Handlung
Peter Lane lebt alleine auf seinem alten Hausboot auf dem Mississippi. Während eines Sturms sucht Lize Martin mit ihrem Sohn Buddy Schutz bei ihm auf. Als die völlig erschöpfte Mutter stirbt, erwacht in Peter sein Verantwortungsbewusstsein. Mit seinem Klappmesser schnitzt er für den Jungen Spielzeug. Auch Peters Freund, der Landstreicher Booge, kümmert sich liebevoll um das Kind.
Nach einiger Zeit erscheint der Friedensrichter Briggles, um das Waisenkind in eine Pflegefamilie zu bringen und dafür eine Vermittlungsgebühr zu erhalten. Die Witwe Potter bemüht sich, Buddy aufnehmen zu können. Marcia Montgomery, eine wohlhabende Kunstmäzenin von der Ostküste, wird auf Peters Spielzeug aufmerksam. Sie nimmt einige der Stücke mit nach New York und stellt sie aus. Durch die Nachfrage nach dem kunstvoll geschnitzten Spielzeug kommt auch Peter zu Wohlstand. Er beschließt, der Witwe Potter einen Heiratsantrag zu machen und so mit ihr und Buddy eine neue Familie zu gründen. Booge hat derweil herausgefunden, dass er Buddys leiblicher Vater ist. Er entscheidet sich, seinen Jungen bei Peter und der Witwe Potter zu lassen.

## Hintergrund
Außenaufnahmen entstanden in Stockton, in der Minenstadt Murphy’s (beides in Kalifornien) und in Muscatine (Iowa), dem Handlungsort des Romans.

## Veröffentlichung
Die Premiere des Films fand am 1. August 1920 statt. In der Bundesrepublik Deutschland wurde er am 10. März 2020 im Kino des Filmmuseums München aufgeführt.

## Kritiken
Das Museum of Modern Art in New York stellte den Film bei seiner Aufführung als verständnisvolles Porträt verarmter Leute und als Kritik an Kinderhilfsorganisationen vor. Regisseur Vidor befürworte Selbsthilfe und Erlösung.